# Stefanos z Bizancjum
Stefan z Bizancjum (gr. Στέφανος Βυζάντιος, łac. Stēphanus Byzantinus) – erudyta grecki żyjący w VI wieku n.e. 
Autor wielkiego leksykonu etnograficzno-geograficznego Ethnika (Εθνικά), złożonego z ponad 50 ksiąg. Przeznaczony głównie dla bizantyjskich urzędników, stanowił kompilację wiadomości czerpanych z dzieł wielu wcześniejszych autorów, m.in. Hekatajosa z Miletu, Herodota z Halikarnasu, Eratostenesa, Eforosa, Strabona czy Pauzaniasza. Opisywano w nim położenie miejscowości, jej historię oraz sławne postacie stamtąd pochodzące. Stefan urozmaicał hasła swojego kompendium cytatami z poetów i prozaików greckich. Z jego dzieła zachował się jedynie wyciąg sporządzony około 700 r. n.e. 